# 프랙탈 (애니메이션)
《프랙탈》(일본어: フラクタル, FRACTALE)은 만델브로 엔진 원작의 일본의 만화이다. 웹코믹 연재 사이트 《간간 ONLINE》에서 연재되고 있으며, 2011년 1월부터 A-1 Pictures에 의해 제작된 동명의 TV 애니메이션이 후지 TV의 노이타미나를 통해 방영되고 있다. 애니메이션의 감독인 야마모토 유타카는 이 작품이 실패하면 은퇴도 불사하겠다고 발언하였다.

## 줄거리
22세기에 확립된, 세계를 관리하는 ‘프랙탈 시스템’. 그것은 네트워크화 된 수 조개의 계산기의 집합으로, 인체에 ‘프랙탈 터미널’을 심어 라이프 로그를 정기적으로 부유중인 서버에 송신하는 것만으로 모든 사람들이 기초 소득을 받을 수 있는 시스템이다. 이로 인해 일할 필요도, 싸울 필요도 없어지자 인류는 낙원과 같은 생활을 손에 넣게된다.
시스템이 시작된 후 1000년이 지난 세계. 도펠로 불리는 아바타를 통해 위치에 구애받지 않고 자유롭게 커뮤니케이션을 할 수 있게되자, 많은 사람들이 한 곳에 정착하지 않고 세계를 떠돌면서 개인주의적 사회를 형성하고 있었다.
그러한 세계에서 드물게 집에 거주하며 도펠도 가지지 않은 소년 클레인은 어느 날, 이상한 3인조에게 쫓기고 있는 소녀 프류네와 만난다. 크레인은 다친 그녀를 간호하지만, 다음 날 그녀는 브로치를 두고는 사라져버린다.
브로치를 해석하자 나타난 넷사라는 도펠. 그 둘은 프류네를 쫓고 있던 그라닛츠 일가에 납치되어 버린다. 슨다를 리더로 하는 그들은 프랙탈 시스템을 부정하고 이 세계를 바꾸는 것을 목적으로 하고 있으며, 넷사가 그 열쇠가 된다고 생각하고 있었다.
납치된 다음 날, 슨다 일행은 ‘별 축제’ 습격 준비를 진행한다. 일반적으로 단순한 축제로 인식되어 있는 축제, 하지만 그 실태는 프랙탈 터미널이 내장된 사람들이 지금의 타성에 젖은 세계에 의문을 가지지 않게 세뇌하기 위한 의식이었다. 처음은 반신반의하던 클레인도 시스템의 비정상적 측면을 목격해 버린다.

## 등장인물
클레인
성우 - 코바야시 유우
프류네
성우 - 쓰다 미나미
넷사
성우 - 하나자와 카나
엔리
성우 - 이구치 유카
슨다
성우 - 아사누마 신타로
바로
성우 - 미야모토 미츠루
모란
성우 - 시마모토 스미
제사장. 자신도 수많은 프류네 중의 하나이다. 세상을 뒤집을 도박을 하는 듯.

## 애니메이션
2011년 1월부터 3월까지 후지 TV의 노이타미나를 통해 방영되었다. 대한민국에서는 애니플러스가 일본어 음성에 한국어 자막을 덧씌운 형식으로 방영하였다.

### 제작진
- 원작 - 만델브로 엔진
- 감독 - 야마모토 유타카
- 시리즈 구성 - 오카다 마리
- 스토리 원안 - 아즈마 히로키
- 캐릭터 원안 - 히다리
- 캐릭터 디자인·총 작화감독 - 다시로 마사코
- 메카닉 디자인 - 하야시 이사오
- 세트 디자인 - 아오키 도모유키, 이노세 유키에
- 소품 디자인 - 다나카 유스케
- 미술감독·이미지 디자인 - 게사마루 에미
- 색채 설계 - 나카지마 가즈코
- 촬영감독 - 이시구로 세이지
- 편집 - 쓰보네 겐타로
- 음악 - 가노 소헤이
- 음향감독 - 쓰루오카 요타
- 책임프로듀서(CP) - 야마모토 고지
- 프로듀서 - 이소다 아쓰히토, 도모노리 오치코시
- 애니메이션 프로듀서 - 시미즈 사토루
- 프로덕션 협력 - Ordet
- 애니메이션 제작 - A-1 Pictures
- 제작 : 프랙탈 제작위원회(후지 TV, 아스믹·에스 엔터테인먼트, A-1 Pictures, 소니 뮤직 엔터테인먼트, 덴쓰, 도호）

### 주제가
오프닝 테마 〈고슴도치〉(ハリネズミ)
작사·작곡 - AZUMA HITOMI / 편곡 - AZUMAYA
노래 - AZUMA HITOMI
엔딩 테마
"Down By The Salley Gardens" (제1화~제4화, 제9화~)
작사 - WILLIAM BUTLER YEATS / 작곡 - 아일랜드 민요 / 편곡 - AZUMAYA
노래 - AZUMA HITOMI
〈샐리 가든〉(サリーガーデン) (제5화~제8화)
작사 - WILLIAM BUTLER YEATS / 작곡 - 아일랜드 민요 / 일본어 번역 작사 - AZUMA HITOMI / 편곡 - AZUMAYA
노래 - AZUMA HITOMI
삽입곡 〈낮의 별〉(昼の星)
작사 - 오카다 마리 / 작·편곡 - 고사키 사토루

### 방영 목록
부제의 풀이는 애니플러스의 표기를 따른다.
| 화수       | 부제 (원제/풀이) | 부제 (원제/풀이)   | 각본            | 그림 콘티                                       | 연출            | 작화감독                      |
| ---------- | ---------------- | ------------------ | --------------- | ----------------------------------------------- | --------------- | ----------------------------- |
| EPISODE 01 | 出会い           | 만남               | 오카다 마리     | 야마모토 유타카                                 | 야마모토 유타카 | 다시로 마사코                 |
| EPISODE 02 | ネッサ           | 넷사               | 오카다 마리     | 간베 마모루                                     | 간베 마모루     | 다나카 유스케                 |
| EPISODE 03 | グラニッツの村   | 그라닛츠 마을      | 오카다 마리     | 후지모리 가즈마                                 | 이토 유키       | 지카오카 나오                 |
| EPISODE 04 | 出発             | 출발               | 오카다 마리     | 아다치 신고                                     | 아다치 신고     | 하야시 이사오                 |
| EPISODE 05 | 旅路             | 여로               | 오오니시 신스케 | 요시오카 시노부                                 | 요시오카 시노부 | 마쓰오 유스케                 |
| EPISODE 06 | 最果ての町       | 땅끝의 마을        | 오카다 마리     | 후지모리 가즈마                                 | 미우라 요       | 야마자키 히데키               |
| EPISODE 07 | 虚飾の街         | 허식의 도시        | 요시노 히로유키 | 마키하라 료타로                                 | 마키하라 료타로 | 이토 노부타카                 |
| EPISODE 08 | 地下の秘密       | 지하의 비밀        | 오니시 신스케   | 간베 마모루                                     | 간베 마모루     | 가와이 다쿠야 아사가 카즈유키 |
| EPISODE 09 | 追いつめられて   | 막다른 곳에 몰리다 | 요시노 히로유키 | 이토 유키                                       | 이토 유키       | 지카오카 나오 아카이 도시후미 |
| EPISODE 10 | 僧院へ           | 사원으로           | 오카다 마리     | 이토 도모히코                                   | 이토 도모히코   | 하야시 이사오 다나카 유스케   |
| EPISODE 11 | 楽園             | 낙원               | 오카다 마리     | 야마모토 유타카 요시오카 시노부 마키하라 료타로 | 야마모토 유타카 | 가와이 다쿠야 아사노 나오유키 |